# دفارافاتي

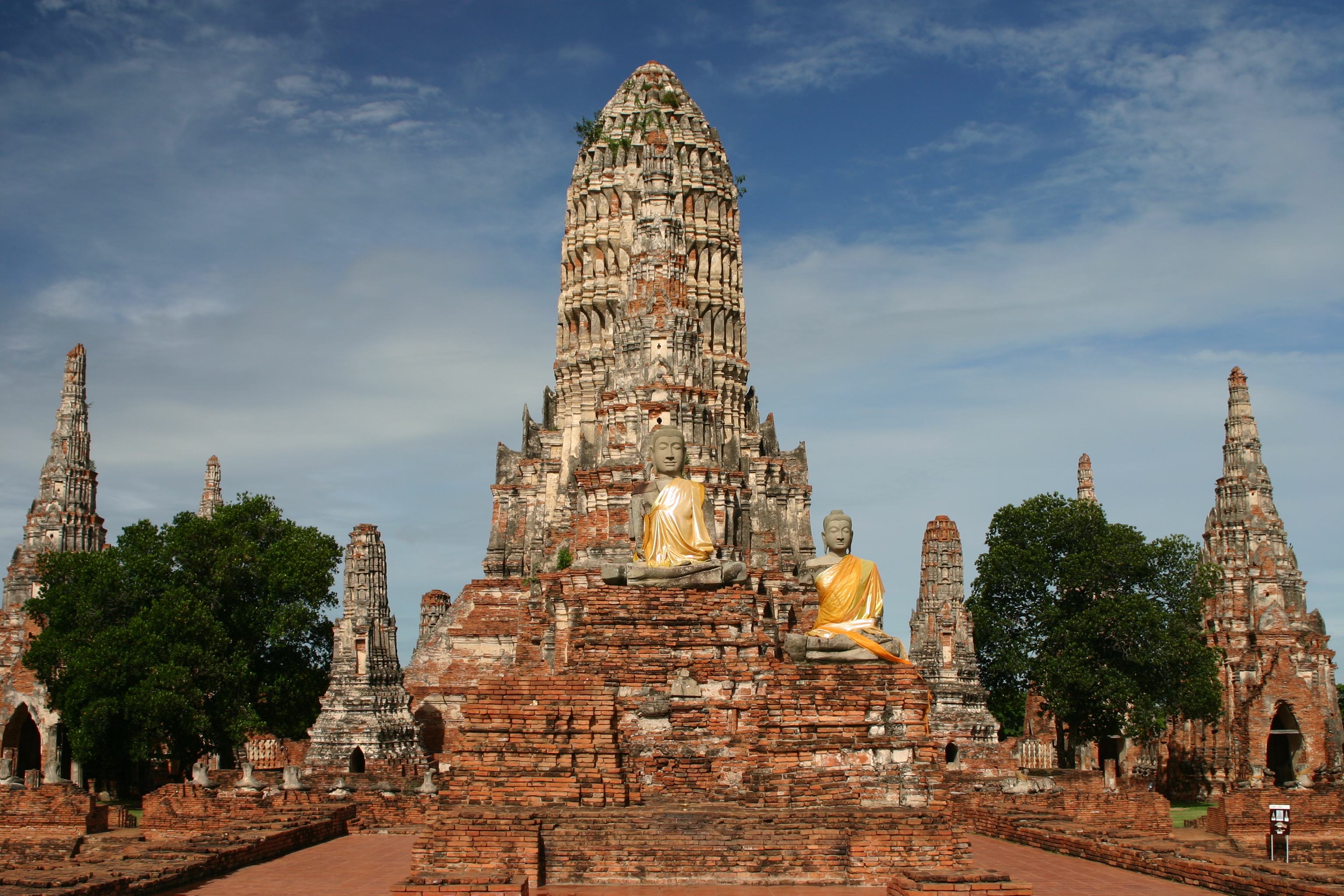

استمرت فترة دوفارافاتي (باللغة التايلندية:ทวารวดี) من حوالي القرن السادس حتى القرن الحادي عشر. ويشير دفارافاتي إلى ثقافة وأسلوب فني وتجمع متباين من الإمارة. فقد اظهرت الابحاث الاثرية على مدى العقدين الماضيين أو نحو ذلك وجود فترة «ماقبل الدڤراڤاتي» تمتد في القرن الرابع والخامس، وربما قبل ذلك.

## التاريخ
تدور ثقافة دفارافاتي بشكل اساسي حول المدن المغمورة، وأقدمها على ما يبدو يو ثونغ في ما يعرف الآن بمقاطعة سوفانبوري. وتشمل المواقع الرئيسية الأخرى، ناخون باتوم، وفونغ توك، وسي ثيب، وكو بوا، وسي ماهوسوت، من بين مواقع أخرى. تنقل الاساطير المنقوشة على الجرار الملكي الملوك التالية: سوريافكراما (673 -688)، هاريفيكراما (688 -695)، سيهافيكراما (695 -718). يشير نقش الخمير المؤرخ إلى 937  سلسلة من أمراء شاناسابورا بدأت على يد بهاغاداتا وانتهت على يد ساندارافارمان وابنيه ناراباتيسيمهافارمان ومنغالافارمان. لكن في ذلك الوقت، القرن الثاني عشر، بدأ دفارافاتي يقع تحت تأثير امبراطورية الخمير وجنوب شرق آسيا الوسطى التي غَزاها في النهاية الملك سوريافارمان الثاني في النصف الأول من القرن الثاني عشر. وبقي هاريفونشاي على قيده حتى اواخر القرن الثالث عشر، حين دُمج في لان نا.
شعب المنطقة استعملوا لغة مون لكن لا أحد يعرف ما إذا كانوا من شعب المون. هناك أدلة على أن هذه الإمارة قد تضم العديد من المجموعات الثقافية من الاشخاص، تشمل شعب الملايو وشعب الخمير. تم دحض نظرية الهجرة التايلندية إلى دفارافاتي، ومن المعروف الآن أنها حدثت بعد ذلك بوقت طويل.
يشتق مصطلح دفارافاتي من العملات النقدية المنقوش عليها في اللغة السنسكريتية dvāravatī . تعني الكلمة السنسكريتيه  dvāravatī «الذي له بوابات» (من dvāra «باب، بوابة، مدخل»).
لا يعرف الكثير عن إدارة دفارافاتي. ربما كان الأمر مجرد تجمع فوضوي للمشيخة بدلاً من دولة مركزية، تمتد من المنطقة الساحلية لشبه الجزيرة العليا إلى منطقة نهر تشاو فرايا النهرية. والهندوسية والبوذية مهمتان. يبدو أن أكبر ثلاث مستوطنات هي في ناخون باتوم، وسوفانبوري، وبراك سريغاشا، مع مراكز إضافية في يو ثونغ، وتشانسن، وخو بوا، وبونغ توك، ومويانغ فرا روت، ولوبوري، وسي ماهوسوت، وكامباينغ سين، ودونغ لاخون، يو-تاباو، وبان كو موينغ، وسري ثيب.
يعتمد التسلسل الزمني التقليدي لموقع دفارافاتي بشكل رئيسي على الرواية النصية الصينية والمقارنة بالأسلوب من قبل المؤرخين الفنيين. مع ذلك، نتائج الحفريات في تشانسن وتلة ثا موانڠ في يو -ثونڠ تثير تساؤلات حول التاريخ التقليدي. يشير موقع يو ثونغ إلى أن المنطلق التقليدي لثقافة دفافاتي ربما يعود تاريخه إلى عام 200. الادلة تشير كلها إلى ان الفترة الرئيسية من حكم دفارافاتي امتدت من القرن السابع إلى القرن التاسع. وانتشرت أيضا حضارة دفارافاتي ونفوذها في يسان وأجزاء من السهل اللاوسية ابتداء من القرن السادس فصاعدا. وتشمل المواقع الرئيسية موينغ فا دايت في مقاطعة كالاسين ومويانغ سيما في مقاطعة ناخون راتشاسيما.

## الفن
وكان دفارافاتي ذاته شديد التأثر بالثقافة الهندية، وقد لعبت دوراً مهماً في إدخال البوذية وخاصة الفن البوذي إلى المنطقة. وتشمل رسومات الجص على الانصاب الدينية الجاروداس، الماكاراس، ونو إنوغاس. وبالإضافة إلى ذلك، تم تصوير مجموعات من الموسيقيين مع أدواتهم، والسجناء، والنساء مع مرافقيهم، والجنود الذين يستشهدون بالحياة الاجتماعية. أيضا تم العثور على أقراص تنسخ، وقوالب لأدوات التعاويذ المصنوعة من القصدير، والفخار، وصوانيات التراكوتا، والثريا البرونزية، والأقراط والأجراس والصنوج.